# Suore domenicane del Santo Rosario (Buenos Aires)
Le Suore Domenicane del Santo Rosario (in spagnolo Hermanas Dominicas del Santísimo Rosario) sono un istituto religioso femminile di diritto pontificio.

## Storia
Le origini della congregazione risalgono a quella di Nostra Signora di Lourdes e del Rosario fondata nel 1883 a Mendoza dal domenicano Agostino Ferreyro. La giovane famiglia religiosa si divise presto in due rami: il primo nel 1891 si stabilì a Pergamino; il secondo assunse la direzione di un asilo per orfani a Mercedes. I due gruppi si scissero nel 1894: le religiose di Pergamino presero il nome di Lourdiste e passarono sotto la giurisdizione del vescovo di San Juan; le suore di Mercedes, dette del Santo Rosario, adottarono l'abito domenicano e riconobbero come fondatrice Rosaura Puebla.
La congregazione si diffuse rapidamente in varie località argentine (a Buenos Aires e nelle province di Santa Fe, San Juan e Córdoba) e nel 1956 si stabilì anche in Cile.
L'istituto, affiliato all'ordine domenicano dal 2 luglio 1907, ricevette il pontificio decreto di lode il 19 dicembre 1960.

## Attività e diffusione
Le suore si dedicano all'educazione della gioventù, alla cura degli anziani e alla collaborazione nelle opere parrocchiali.
Oltre che in Argentina, la congregazione è presente in Cile; la sede generalizia è a Buenos Aires.
Nel 2013 l'istituto contava 15 religiose in 9 case.